# Konstruktionsmorphologie
Die Konstruktions-Morphologie (von griechisch μορφή, morphé = Gestalt, Form und λόγος, lógos = Wort, Lehre, Vernunft) ist die Lehre von der Struktur, der Form und der Formerzeugung sowie der Funktionsweise der Organismen. Sie ist somit der Funktionsmorphologie übergeordnet, indem verschiedene Erkenntnisse funktionsmorphologischer Untersuchungen (z. B. einzelner Organe) in die gesamt-konstruktive Organismusbetrachtung der Konstruktionsmorphologie integriert werden. Der Begriff „Konstruktions-Morphologie“ wurde von Hermann Weber in den 1950er Jahren geprägt.
Die Konstruktions-Morphologie wurde später von dem Tübinger Paläontologen Adolf Seilacher und dem Frankfurter Biologen Wolfgang Friedrich Gutmann zu jeweils eigenständigen Forschungsmethoden für die Paläontologie und Biologie weiterentwickelt. Eine populäre Variante der Konstruktions-Morphologie ist die Bionik, welche die Form, Struktur und Funktionsweise von Organismen zur Inspiration für die Apparatetechnik nutzt, letztlich aber nur wenig zur Aufklärung von originär konstruktions-biologischen Fragen beiträgt.
Der Begriff „Konstruktions-Morphologie“ wird oft als Universalbegriff für eine ganze Reihe verschiedener Forschungsansätze verwendet, die sich im weiteren Sinne mit dem Aufbau und der Struktur von Organismen befassen. Nicht immer ist die Wahl des Begriffes „Konstruktions-Morphologie“ jedoch sinnvoll. Zu den Konstruktions-Morphologien im engeren Sinne sind die Konzepte von Hermann Weber, Wolfgang Friedrich Gutmann und Adolf Seilacher zu zählen, weil sie jeweils Rekonstruktionen von Evolutionsverläufen erlauben, statt bei der Konstruktionsbeschreibung rezenter oder fossiler Organismen zu verharren. Verwandte Konzepte sind verschiedene Ansätze der Funktions-Morphologie, der funktionellen Morphologie/Anatomie und der Biomechanik, und neuerdings auch die Konstruktale Theorie der Organismen.

## Konstruktions-Morphologie von Hermann Weber
Eine Schlüsselposition für die heutigen konstruktionsmorphologischen Konzepte nehmen die Arbeiten des Tübinger Entomologen Hermann Weber ein. Er prägte als erster den Begriff Konstruktions-Morphologie, indem er an der klassischen Morphologie Kritik übte und darauf hinwies, dass die Morphologie nicht nur eine Methode des Vergleichens sein darf, sondern über die Beschreibung und Gegenüberstellung hinauszugehen habe. So müsse eine morphologische Forschung, wenn sie als eigenständige Disziplin Geltung behalten wolle, die Dynamik eines Organismus – d. h. sein ontogenetisches und evolutionsgeschichtliches Werden – genauso berücksichtigen wie die funktionellen Zusammenhänge einzelner Strukturen im Gesamtverband eines Lebewesens.
Max Hartmann schreibt in dem Vorwort zu der 1958 – also postum – erschienenen Arbeit von Weber folgende Bemerkung:
„In diesen beiden Manuskriptteilen sind nicht nur die philosophischen (wissenschafts-theoretischen) Grundlagen der Morphologie und die mit ihr zusammenhängenden anderen biologischen Teilgebiete klar und scharf analysiert, die nötigen Begriffe unmißverständlich gefaßt und definiert, die vielen bestehenden Unklarheiten und Widersprüche geklärt und aufgeräumt, sondern zugleich die notwendigen Beziehungen zu anderen biologischen Disziplinen, die nicht abgebrochen werden dürfen, richtig aufgewiesen und deutlich abgegrenzt. Darüber hinaus enthalten diese Ausführungen von einem überlegenen, sauberen philosophischen Standpunkt aus eine wenn auch rücksichtslose, so doch vornehme und gerechte kritische Beurteilung der in der Frühzeit des 19., wie des 20. Jahrhunderts aufgetauchten widerspruchsvollen Darstellungen der idealistischen wie der evolutionistischen Morphologie.“
Das Forschungskonzept Webers blieb in der Biologie und Paläontologie weitgehend unbeachtet und löste nicht die von ihm gewünschte Neubestimmung aus. Lediglich Adolf Seilacher und Wolfgang Friedrich Gutmann griffen die Vorschläge von Weber in ihren eigenen konstruktionsmorphologischen Konzepten auf. Durch den frühen Tod Webers konnte er seinen Forschungsansatz selbst nicht mehr weiterentwickelt. Heute erschwert der fragmentarische Charakter seiner Texte zudem ein genaues Verständnis der vorgeschlagenen Arbeitsmethoden.

## Konstruktions-Morphologie von Wolfgang Friedrich Gutmann
Die auch als „Hydraulik-Theorie“ bekannte Konstruktions-Morphologie Wolfgang Friedrich Gutmanns ist die Lehre von der Form und den Mechanismen der Formerzeugung bei Lebewesen. Sie führt zu einem Verständnis von Lebewesen als funktionale Ganzheiten, und zwar als operational geschlossene, energiewandelnde hydraulische Einheiten. Gutmanns Konstruktions-Morphologie befasst sich letztlich mit einer Frage, die mit den klassisch-morphologischen Methoden der reinen Beschreibung nicht zu beantworten ist, nämlich: Wie wird eine spezielle Körperform mit den zur Verfügung stehenden Materialien erzeugt, und wie werden Formveränderungen durch bestimmte Bewegungsmuster erreicht? 
Als Ergebnis einer konstruktionsmorphologischen Analyse erhält man eine modelltheoretische Darstellung der anatomischen Strukturen in einem lückenlos und kraftschlüssig miteinander arbeitenden Gefüge, welches die Mechanismen der Formerzeugung und der Bewegungsdynamik berücksichtigt. Dieses so genannte Organismusmodell ist keine Vereinfachung und kein Abbild des untersuchten Lebewesens, sondern es handelt sich – im wissenschaftstheoretischen Sinne – um ein Modell für die Bearbeitung ganz bestimmter Fragestellungen. 
Erst durch ein solches Modell wird laut Gutmann der wissenschaftliche Arbeitsgegenstand und dessen Geltungsbereich bestimmt (oder, wissenschaftstheoretisch gesprochen: konstituiert). Die Konstitution von Organismen als hydraulische, operational geschlossene energiewandelnde Systeme dient dazu, das Zusammenspiel anatomischer Strukturen in einem hydraulischen System zu untersuchen und darzustellen. Von hier aus werden Aussagen zur evolutiven Entstehung der betrachteten organismischen Konstruktionen möglich, da diese nicht in beliebiger Weise entstanden sein können: Jede vorgeschlagene Zwischenform muss lebensfähig gewesen sein, was innerhalb der konstruktionsmorphologischen Argumentationsweise begründbar ist (z. B. wie bewegte sich die vorgeschlagene Zwischenform, wie erfolgte ihre Nahrungsaufnahme usw.). 
Im Zentrum dieser konstruktionsmorphologischen Betrachtungsweise stehen also:
- die Prinzipien der Körperhydraulik und hydraulischen Formbestimmung
- die Materialien, aus denen der Körper und die anatomischen Strukturen aufgebaut sind
- die Körperform und das Zusammenspiel der anatomischen Strukturen
- die Mechanismen der Energiewandlung
- der Organismus als funktionelles Ganzes.

## Konstruktions-Morphologie von Adolf Seilacher
Die Konstruktions-Morphologie Adolf Seilachers steht ebenfalls in der Tradition von Herrmann Webers Konzept. Seilacher bezog mit seiner Weiterentwicklung der konstruktionellen Betrachtung insbesondere nicht-adaptive Faktoren in die morphologische Analyse ein. Damit geht er über den reinen Vergleich von Strukturen hinaus. Form und Aussehen eines Lebewesens oder der von ihm produzierten Hartteile werden im Wesentlichen von drei Faktoren beeinflusst: einem historisch-phylogenetischen Faktor, einem ökologisch-adaptiven Faktor und einem bautechnischen Faktor.
Der historisch-phylogenetische Faktor (historical constraint) besagt, dass jede Struktur eine lange Evolutionsgeschichte hinter sich hat. Die möglichen Anpassungen sind daher eingeschränkt. Ein Beispiel mag dies verdeutlichen: Brachiopoden und Muscheln haben jeweils zwei Schalenklappen. Bei den artikulaten Brachiopoden werden die beiden Schalenklappen von einer einzigen Mantelrinne an den Rändern der Schale gebildet. Alle evolutionären Veränderungen müssen von dieser Konfiguration aus starten. Muscheln hingegen bilden ihre Schalen von zwei Mantelrinnen entlang des Mantelrandes. Sie hatten daher im Gegensatz zu den Brachiopoden die Möglichkeit, ausgehend von dieser doppelten Mantelrinne Siphone zu entwickeln. In neuerer Zeit wird dieser Aspekt der eingeschränkten Anpassungsfähigkeit von der so genannten Konstruktalen Theorie der Autoren Adrian Bejan und James H. Marden wieder aufgegriffen und auf den Einfluss von Konstruktions-Prinzipien für die Evolution hingewiesen.
Der ökologisch-adaptive Faktor (functional constraint, oder adaptational constraint) steht im Zentrum jeder funktionsmorphologischen Analyse, die auch bei Seilacher eine zentrale Rolle spielt. Dieser Faktor bewirkt, dass eine Struktur so ausgebildet wird, dass sie ihre Funktion (= Aufgabe in einem bestimmten Umweltkontext) optimal ausführen kann. 
Der bautechnische Aspekt (constructional constraint) schließlich bezieht sich auf morphologische Muster oder Strukturen, die als zwangsläufige Folge des verwendeten Baumaterials oder als Folge der morphogenetischen Herstellungsprozesse entstehen. Seilacher hat dies als fabricational noise bezeichnet. So bildet sich das Anwachsmuster einer Muschelschale zwangsläufig, wenn Kalk schubweise vom Mantelrand aus gebildet wird. In einem Analogie-Experiment lässt sich dies einfach veranschaulichen: Lässt man flüssiges Kerzenwachs langsam in eine Wasserschale tropfen, so entsteht ein ganz bestimmtes Muster, welches in diesem konkreten Fall sogar den Anwachsstreifen einer Muschelschale ähnelt. Der bautechnische Aspekt macht deutlich, dass eine Reihe von typologisch verwendeten Merkmalen eigentlich fabrikationstechnische Notwendigkeiten sind. Inwiefern solche „Merkmale“ dann verlässliche Aussagen über Verwandtschaften oder phylogenetische Beziehungen gestatten, erscheint vor dem Hintergrund dieser Betrachtungen mehr als zweifelhaft.
Die zentrale Schlussfolgerung von Seilacher ist die, dass Organismen keine optimalen Konstruktionen sein können, sondern – weil alle zuvor genannten Faktoren zugleich wirken – eine Körperkonstruktion nur jeweils so optimal sein kann, wie die gleichzeitige Wirkung der verschiedenen Faktoren auf die Morphogenese zulässt.
Durch David M. Raup wurde Seilachers Konzept der Konstruktions-Morphologie, das im englischsprachigen Raum meist als ‘Constructional Morphology’ bezeichnet wird, um zwei Faktoren erweitert, nämlich den Zufall (‘chance’) und individuelle Anpassungen an spezielle Bedingungen (‘phenotypic response’). Auch diese beiden Faktoren sollen verhindern, dass eine Struktur die für die Leistung einer Aufgabe optimale Form annimmt.
Seilachers Konzept ist insgesamt betrachtet weniger eine Lehre von der Körperkonstruktion (dem Konstruktionsgefüge) eines Organismus, als vielmehr eine Lehre der morphogenetischen Einflüsse auf das Aussehen der vorfindlichen Strukturen eines Organismus, insbesondere seiner Hartteile. Darum formulierte Seilacher auch den Begriff ‘Morpho-Dynamik’, welcher den ‘Fabrikations-Aspekt’ stärker in den Vordergrund rücken sollte. Hierauf ist es auch zurückzuführen, dass unter dem Begriff ‘organismische Konstruktion’ häufig ‘von Organismen gebaute Strukturen’ (Kalksubstrate etc.) verstanden werden, und nicht – wie es im Rahmen der Gutmannschen Konzeption vorgeschlagen wurde, der spezielle, mechanisch kohärente Aufbau eines Lebewesens. In der Seilacherschen Konstruktions-Morphologie gibt es kein eigenständiges Organismuskonzept. Er betrachtet den Organismus als ‘blackbox’, auf welche die oben genannten Faktoren während der Morphogenese einwirken und schließlich zu den jeweiligen Ergebnissen, d. h. den vorgefundenen Hartteilkonstruktionen führen. Für paläontologische Fragestellungen, in deren Kontext das Konzept entwickelt wurde, ist diese Betrachtungsweise aber von großem Wert, gestattet sie es doch, sich auf die vorfindbaren fossilen Strukturen zu konzentrieren und ihre morphodynamischen Bildungsbedingungen zu ermitteln. Die im Rahmen Seilacherschen Schule der Morphodynamik entstandenen Arbeiten liefern bis in mikroskopische Details hinein Erklärungen und Rahmenbedingungen für die evolutionäre Entstehung und die Eignung bestimmter Konstruktionsweisen von Hartteilen.

## Publikationen
- H. Weber: Konstruktionsmorphologie. In: Zool. Jahrb. Abt. Allg. Zool. Phys. Tiere. 1958, 68: S. 1–112.
- N. Schmidt-Kittler, K. Vogel (Hrsg.): Constructional Morphology and Evolution. Springer-Verlag, Berlin 1991, ISBN 3-540-53279-X.